# Prosopocoilus rudis
Prosopocoilus rudis es una especie de coleóptero de la familia Lucanidae.

## Distribución geográfica
Habita en Darjeeling y en Bután.